# Forrest Mars, Sr.
Forrest Edward Mars Sr. (Wadena, 21 de marzo de 1904-Miami, 1 de julio de 1999) fue un empresario y multimillonario estadounidense. Se desempeñó como la fuerza impulsora del imperio de dulces Mars. Es mejor conocido por presentar las barras de chocolate Milky Way (1924) y Mars (1932), y el chocolate M&M's (1941), además de orquestar el lanzamiento de Uncle Ben's Rice. Era hijo del fundador de la empresa de dulces Mars, Inc., Frank C. Mars, y su primera esposa, Ethel G. Mars (de soltera Kissack).

## Biografía
Mars nació en Wadena, Minnesota, y fue criado por sus abuelos maternos en Saskatchewan, Canadá, después del divorcio de sus padres cuando él era sólo un niño. Rara vez veía a su padre. Después de la secundaria, ingresó a la Universidad de California en Berkeley, y luego se transfirió a la Universidad de Yale, donde completó una licenciatura en ingeniería industrial en 1928.
Como adulto, Forrest Mars se reunió con su padre en Mars, Inc. Sin embargo, la pareja tuvo un desacuerdo cuando Forrest quiso expandirse en el extranjero mientras que su padre no. Durante algunos años trabajó en la nueva planta de Chicago y supervisó el desarrollo de las barritas Snickers y 3 Musketeers. Frances Herdlinger, una química recién contratada en el laboratorio de Mars Inc. en Chicago, recordó que "Forrest Mars aparecía a menudo con algo nuevo que podíamos probar". Luego, Mars aceptó la compra de su padre y se mudó a Inglaterra, donde creó el Mars bar y Maltesers mientras estaba separado de su padre en 1933. En Europa, Mars trabajó brevemente para Nestlé y Toblerone.
En 1934 compró una empresa británica, Chapell Bros, especializada en conservas de carne para perros. Debido a la falta de competencia, Forrest tomó el control de este mercado lanzando y comercializando alimentos enlatados de Chappie.
Después de regresar a los Estados Unidos, Mars comenzó su propio negocio de alimentos, Food Products Manufacturing, donde estableció la línea Uncle Ben's Rice y un negocio de alimentos para mascotas, Pedigree. Posteriormente, en asociación con Bruce Murrie, Mars desarrolló M&M's, el caramelo de chocolate cubierto por una cáscara crujiente que "se derrite en la boca, no en las manos", en 1940. Posiblemente fueron modelados a partir de Smarties. Los M&M de maní se introdujeron en 1954, aunque Forrest había sido alérgico al cacahuate toda su vida. Más tarde, Murrie abandonó el negocio.
Tras la muerte de su padre, Forrest Mars se hizo cargo de la empresa familiar, Mars, Inc, fusionándola con su propia empresa en 1964. Estaba casado con Audrey Ruth Meyer y tuvieron tres hijos: Forrest Jr., John y Jacqueline. Mars se retiró de Mars, Inc. en 1973 y entregó la empresa a sus hijos.
En 1980, jubilado y viviendo en Henderson, Nevada, fundó Ethel M Chocolates, que lleva el nombre de su madre. Ethel M fue comprada por Mars, Inc. en 1988.
Falleció a los 95 años el 1 de julio de 1999, en Miami, Florida, después de haber amasado una fortuna de 4 mil millones de dólares. La revista Forbes lo clasificó como el trigésimo estadounidense más rico (Forrest Jr. y John ocuparon el puesto 29 y 31, respectivamente) y la 103.ª persona más rica del mundo. Dejó el negocio en conjunto a sus tres hijos.
Mars fue incluido en el Salón de la Fama Empresarial de Estados Unidos del Junior Achievement en 1984.

## Otras lecturas
- Brenner, Joel Glenn (1999). Los Emperadores del Chocolate. Casa al azar. ISBN 0-679-42190-4.
- Cadbury, Débora (2010). Guerras del chocolate. HarperCollins. ISBN 978-0-00-732555-9.